# 细钻螺
细钻螺（学名：Opeas gracile）为钻头螺科钻螺属的动物。

## 分佈
分布于印度洋、太平洋、大洋洲诸岛、东南亚各国、俄罗斯、伊朗、印度、斯里兰卡、毛里求斯、新喀里多尼亚、台湾岛以及中国大陆的广东、海南、广西、湖南、福建、香港、澳门等地，生活环境为陆地，常栖息于山区丘陵、农田附近潮湿多腐殖质的草丛中以及瓦砾石堆中落叶腐木下。

## 外部連結
- 維基物種上的相關：细钻螺